# Microcebus mittermeieri
Il microcebo di Mittermeier (Microcebus mittermeieri) è una specie di lemure endemica del Madagascar, dove lo si trova unicamente nella Riserva speciale di Anjanaharibe Sud.
Questo animale è la più piccola fra le specie di lemuri della zona orientale dell'isola.
La parte dorsale del corpo è rosso-bruno con sfumature arancioni sui fianchi, mentre la zona ventrale è bianco-bruna; sul muso è presente una chiazza bianca che forma un disegno caratteristico, mentre la punta della coda è nera.
Assieme al microcebo di Jolly ed il microcebo di Simmons, il microcebo di Mittermeier è stata una delle tre nuove specie di lemure la cui scoperta fu comunicata il 21 giugno 2006.
Il nome della specie è stato dato in onore del primatologo Russell Mittermeier.